# August van Saksen-Coburg en Gotha

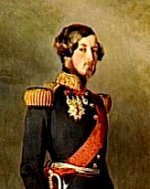
August van Saksen-Coburg en Gotha

August Lodewijk Victor (Wenen, 13 juni 1818 — Ebenthal, 26 juli 1881), prins van Saksen-Coburg-Saalfeld, prins van Saksen-Coburg en Gotha, hertog van Saksen, was de zoon van Ferdinand George August van Saksen-Coburg-Saalfeld-Koháry en diens echtgenote, Maria Antonia Koháry. Hij was de broer van onder anderen Ferdinand II van Portugal. 
Hij trouwde met Clementine van Orléans, een dochter van koning Lodewijk Filips van Frankrijk. Ze kregen vijf kinderen:
- Ferdinand Filips (1844-1921), trouwde met prinses Louise van België, de oudste dochter van koning Leopold II van België
- Lodewijk August (1845-1907), trouwde met Leopoldina van Brazilië, een dochter van Peter II van Brazilië
- Marie Adelheid Amalie Clotilde (1846-1927), trouwde met Jozef Karel Lodewijk van Oostenrijk, een zoon van Jozef Anton Johan van Oostenrijk
- Marie Louise Amalie (1848-1894), trouwde met Maximiliaan Emanuel, Hertog in Beieren, de zoon van Maximiliaan Jozef in Beieren en dus een broer van Elisabeth in Beieren (Sisi)
- Ferdinand (1861-1948), hij zou tsaar van Bulgarije worden.

Hij stierf op 26 juli 1881 op 63-jarige leeftijd.

## Voorouders
| Voorouders van August van Saksen-Coburg en Gotha | Voorouders van August van Saksen-Coburg en Gotha                                                                     | Voorouders van August van Saksen-Coburg en Gotha                                                                     | Voorouders van August van Saksen-Coburg en Gotha                                                          | Voorouders van August van Saksen-Coburg en Gotha                                                          | Voorouders van August van Saksen-Coburg en Gotha                                                              | Voorouders van August van Saksen-Coburg en Gotha                                                              | Voorouders van August van Saksen-Coburg en Gotha                                                              | Voorouders van August van Saksen-Coburg en Gotha                                                              |
| ------------------------------------------------ | --- | --- | --- | --- | --- | --- | --- | --- |
| Overgrootouders                                  | Ernst Frederik van Saksen-Coburg-Saalfeld (1724-1800) ∞ 1749 Sofie Antoinette van Brunswijk-Wolfenbüttel (1724-1802) | Ernst Frederik van Saksen-Coburg-Saalfeld (1724-1800) ∞ 1749 Sofie Antoinette van Brunswijk-Wolfenbüttel (1724-1802) | Hendrik XXIV van Reuss-Ebersdorf (1724-1779) ∞ 1754 Caroline Ernestine van Erbach-Schönberg (1727-1796)   | Hendrik XXIV van Reuss-Ebersdorf (1724-1779) ∞ 1754 Caroline Ernestine van Erbach-Schönberg (1727-1796)   | Ignác József Anton Franz Xaver (1726-1777) ∞ Maria Gabriella Cavriani di Imena (1736-1803)                    | Ignác József Anton Franz Xaver (1726-1777) ∞ Maria Gabriella Cavriani di Imena (1736-1803)                    | George Christian van Waldstein-Wartenberg (1743-1791) ∞ Elisabeth Maria van Ulfeldt (1747–1791)               | George Christian van Waldstein-Wartenberg (1743-1791) ∞ Elisabeth Maria van Ulfeldt (1747–1791)               |
| Grootouders                                      | Frans van Saksen-Coburg-Saalfeld (1750-1806) ∞ 1777 Augusta van Reuss-Ebersdorf en Lobenstein (1757-1831)            | Frans van Saksen-Coburg-Saalfeld (1750-1806) ∞ 1777 Augusta van Reuss-Ebersdorf en Lobenstein (1757-1831)            | Frans van Saksen-Coburg-Saalfeld (1750-1806) ∞ 1777 Augusta van Reuss-Ebersdorf en Lobenstein (1757-1831) | Frans van Saksen-Coburg-Saalfeld (1750-1806) ∞ 1777 Augusta van Reuss-Ebersdorf en Lobenstein (1757-1831) | Frans Jozef (Ferenc József) Koháry (1767-1826) ∞ Maria Elisabeth Johanna van Waldstein–Wartenberg (1769–1813) | Frans Jozef (Ferenc József) Koháry (1767-1826) ∞ Maria Elisabeth Johanna van Waldstein–Wartenberg (1769–1813) | Frans Jozef (Ferenc József) Koháry (1767-1826) ∞ Maria Elisabeth Johanna van Waldstein–Wartenberg (1769–1813) | Frans Jozef (Ferenc József) Koháry (1767-1826) ∞ Maria Elisabeth Johanna van Waldstein–Wartenberg (1769–1813) |
| Ouders                                           | Ferdinand George August van Saksen-Coburg-Saalfeld-Koháry (1785-1851) ∞ Maria Antonia Koháry (1757-1831)             | Ferdinand George August van Saksen-Coburg-Saalfeld-Koháry (1785-1851) ∞ Maria Antonia Koháry (1757-1831)             | Ferdinand George August van Saksen-Coburg-Saalfeld-Koháry (1785-1851) ∞ Maria Antonia Koháry (1757-1831)  | Ferdinand George August van Saksen-Coburg-Saalfeld-Koháry (1785-1851) ∞ Maria Antonia Koháry (1757-1831)  | Ferdinand George August van Saksen-Coburg-Saalfeld-Koháry (1785-1851) ∞ Maria Antonia Koháry (1757-1831)      | Ferdinand George August van Saksen-Coburg-Saalfeld-Koháry (1785-1851) ∞ Maria Antonia Koháry (1757-1831)      | Ferdinand George August van Saksen-Coburg-Saalfeld-Koháry (1785-1851) ∞ Maria Antonia Koháry (1757-1831)      | Ferdinand George August van Saksen-Coburg-Saalfeld-Koháry (1785-1851) ∞ Maria Antonia Koháry (1757-1831)      |
| August van Saksen-Coburg en Gotha (1818-1881)    | | | | | | | | |